# Okręty podwodne typu Valiant
Okręty podwodne typu Valiant – pięć brytyjskich okrętów podwodnych, stanowiących powiększone - w celu pomieszczenia rodzimego reaktora PWR1 - wersje HMS „Dreadnought”. Wprowadzone do służby 18 lipca 1966. W skład tego typu wchodziło pięć okrętów (Niektóre źródła podają 2, pozostałe 3 określając jako "typ Churchill") : HMS „Valiant” (S102), „Warspite” (S103), „Churchill” (S46), „Conqueror” (S48) oraz „Courageous” (S50). HMS „Courageous” otrzymał unowocześniony system sonarowy, a wcześniejsze okręty zostały zmodyfikowane do tego standardu.